# تلمبة شاجية سة (نغار بردسير)
تلمبة شاجية سة (بالفارسية: تلمبه شجاعی 3) هي مستوطنة تقع في إيران في كرمان. يقدر عدد سكانها بـ 90 نسمة بحسب إحصاء 2016.